# Matthias Klinghardt
Matthias Klinghardt (* 24. August 1957 in Waldshut, Südbaden) ist ein deutscher evangelischer Theologe und Hochschullehrer. Sein theologisches Fachgebiet ist das Neue Testament.

## Leben und Wirken
Klinghardt studierte von 1976 bis 1982 Evangelische Theologie an der Kirchlichen Hochschule Wuppertal, der Universität Tübingen und der Universität Heidelberg. Es folgte die erste Kirchliche Dienstprüfung bei der Evangelischen Landeskirche in Baden. Im Jahre 1986 wurde er durch die Evangelisch-Theologische Fakultät der Universität Heidelberg bei Klaus Berger promoviert. Seine Dissertation wurde durch ein Stipendium der Studienstiftung des Deutschen Volkes von 1983 bis zum Abschluss 1986 gefördert.
Es folgte von 1988 bis 1989 ein Forschungs- und Lehraufenthalt in den Vereinigten Staaten von Amerika, in diesem einjährigen Studienaufenthalt war er Assistant Professor am Department of Religious Studies, der Rice University in Houston (Texas).
Von 1989 bis 1998 hielt Klinghardt sich in Augsburg auf, wo er als Wissenschaftlicher Assistent bzw. Oberassistent am Lehrstuhl „Evangelische Theologie mit Schwerpunkt Biblische Theologie“ des Instituts für Evangelische Theologie der Philosophischen Fakultät I wirkte. Zur Habilitation ging er 1994 an die Evangelisch-Theologische Fakultät der Universität Heidelberg für das Fach Neues Testament.
Seit dem Jahre 1998 ist er Professor für Biblische Theologie (Evangelisch) im Institut für Evangelische Theologie der Philosophischen Fakultät an der TU Dresden. Klinghardt ist verheiratet und hat drei Kinder.

## Rekonstruktion des ‚Markion-Evangeliums‘
Im ‚Mainstream‘ des theologisch-historischen Diskurses wurde die Entstehung der Paulusbriefe auf etwa das Jahr 50 n. Chr. und die der vier Evangelien auf die Zeit zwischen etwa 50 bis 110 n. Chr. veranschlagt. Eine – nur rekonstruierte – Logienquelle Q als genutzte Basis der synoptischen Evangelien liegt nicht mehr vor. Um das Jahr 144 stellte Markion eine Variante des Lukas-Evangeliums sowie zehn Paulus-Briefe zusammen, womit sein Bestreben akzentuiert wurde, einen Kanon der verbindlichen Schriften zu fassen.
Klinghardts Interesse gilt dem frühchristlichen Theologen Markion, dessen bereinigtes Lukas-Evangelium er im Wesentlichen aus den Schriften der Kirchenväter zu rekonstruieren versuchte. Seine Intentionen gingen aber über die eigentliche Rekonstruktion des Textes hinaus, so versuchte er durch die partielle Wiederherstellung das synoptische Problem aufzulösen. Auf dieser Basis wird das wissenschaftlich umstrittene Beziehungsnetz zwischen den drei kanonischen Evangelien des Neuen Testaments im Verlauf ihrer Entstehung neu bewertet. Damit widerspricht Klinghardt auch dem tradierten Vorwurf an den als Häretiker stigmatisierten Markion, dass dieser das Lukas-Evangelium verfälscht, genauer gekürzt habe. Nach Klinghardt ist die Beziehung dieser Texte umgekehrt zu lesen. Die problematischen Textstellen im Evangelium nach Lukas lassen sich nach Klinghardt besser damit erklären, dass der Autor des Lukasevangeliums das Evangelium des Markion erweitert hat. Auch die übrigen Evangelien stehen nach Klinghardt in Abhängigkeit vom markionischen Evangelium (siehe Urevangelium). Seine Rekonstruktion kommt zum Beispiel ohne die hypothetische Logienquelle „Q“ aus. Matthias Klinghardt rekonstruierte 2015 das marcionitische Evangelium („Mcn“), wobei offen bleibt, ob Marcion den Text („Mcn“) verfasste. Von dem „Mcn-Evangelium“, das zusammen mit der Sammlung von zehn Paulusbriefen Teil der „Marcion-Bibel“ (um 139 bis 144 n. Chr.) war, haben sich keine originalen Handschriften erhalten. Es kann nur aus den Zeugnissen der altkirchlichen Häresiologen rekonstruiert werden.
Hierbei sind die ungenauen, unvollständigen und widersprüchlichen Textzitate des historischen Quellenmaterials kritisch abzuwägen und zu überprüfen.

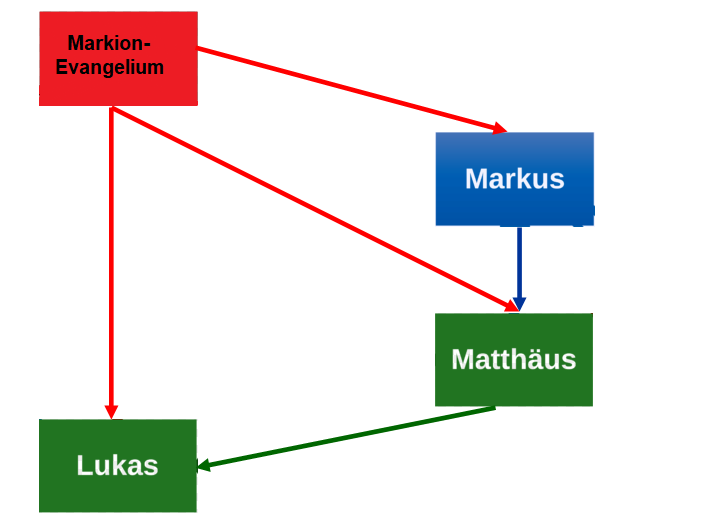
Schematische Darstellung der Beziehungen des rekonstruierten „Markion-Evangeliums“ zu den Synoptikern nach Matthias Klinghardt (2015)

## Werke
- Gesetz und Volk Gottes. Das lukanische Verständnis des Gesetzes nach Herkunft, Funktion und seinem Ort in der Geschichte des Urchristentums. (WUNT II/32), Tübingen 1988
- Gemeinschaftsmahl und Mahlgemeinschaft. Francke, Tübingen 1996
- Markion vs. Lukas: Plädoyer für die Wiederaufnahme eines alten Falles. In: New Testament Studies. Volume 52, 4. Oktober 2006, S. 484–513, doi:10.1017/S0028688506000270
- The Marcionite Gospel and the Synoptic Problem: A New Suggestion. In: Novum Testamentum. Band 50, 2008, S. 1–27.
- Das Aposteldekret als kanonischer Integrationstext: Konstruktion und Begründung von Gemeinsinn. In: Markus Öhler (Hrsg.): Aposteldekret und antikes Vereinswesen. Gemeinschaft und ihre Ordnung. (= WUNT. 280). Mohr Siebeck, Tübingen 2011, ISBN 978-3-16-150363-4, S. 91–112.
- Inspiration und Fälschung. Die Transzendenzkonstitution der christlichen Bibel. In: Hans Vorländer (Hrsg.): Transzendenz und die Konstitution von Ordnungen. De Gruyter, Berlin / New York 2013, ISBN 978-3-11-030075-8, S. 331–355.
- Das älteste Evangelium und die Entstehung der kanonischen Evangelien. Untersuchung – Rekonstruktion – Übersetzung – Varianten. 2 Bände. Francke, Tübingen 2015, ISBN 978-3-7720-8549-9. (books.google.de, Bd. 1)
- Das marcionitische Evangelium und die Textgeschichte des Neuen Testaments. Eine Antwort an Thomas Johann Bauer und Ulrich B. Schmid. In: Zeitschrift für Antikes Christentum. Band 21, 2017, S. 110–120.